# عادل بلقاسم بوزيدة
عادل عمار بلقاسم بوزيدة (بالفرنسية: Adel Amar Belkacem Bouzida)‏ (من موليد 28 فبراير 2002) هو لاعب كرة قدم جزائري يلعب حاليًا كمهاجم لفريق بارادو.

## روابط خارجية
- عادل بلقاسم بوزيدة على موقع قاعدة بيانات كرة القدم.إي يو (الإنجليزية)
- عادل بلقاسم بوزيدة على موقع Soccerway.com (الإنجليزية)
- عادل بلقاسم بوزيدة على موقع عالم كرة القدم.نت (الإنجليزية)